# 박하사탕털이범의모험
《박하사탕털이범의모험》은 미상이 2번째로 연재한 판타지 소설이다.  이 소설은 주인공인 박하사탕털이범이 박하사탕을 털어 일어나는 기괴한 이야기를 다루고 있다. 주요 내용은 박하사탕털이범과 박하사탕의 갈등을 포함하고 있다. 쥬인공은 평범한 도둑이 아니라 오직 박하사탕만을 목표로 하는 '사탕 절도 전문 도둑'으로, 각 나라마다 존재하는 전설적인 박하사탕들을 노리며 모험을 펼친다. 박하사탕이 가진 비밀스러운 힘과 그 뒤에 숨겨진 고대의 전설이 점차 드러나면서, 이야기는 더욱 흥미진진해진다. 
《박하사탕털이범의모험》은 2023년에 뇌절게 승수 소설게 이후로 출간된 2번째 소설로써 대중의 평가는 "복합적"으로 전작의 그늘에서 벗어나지 못하고 소리소문 없이 망했다는 슬픈 이야기가 있다.

## 이전 작품
이전 작품인 뇌절게 승수 소설게가 매우 성공했기에 망했다는 괴담이 있다.